# English Baroque Soloists

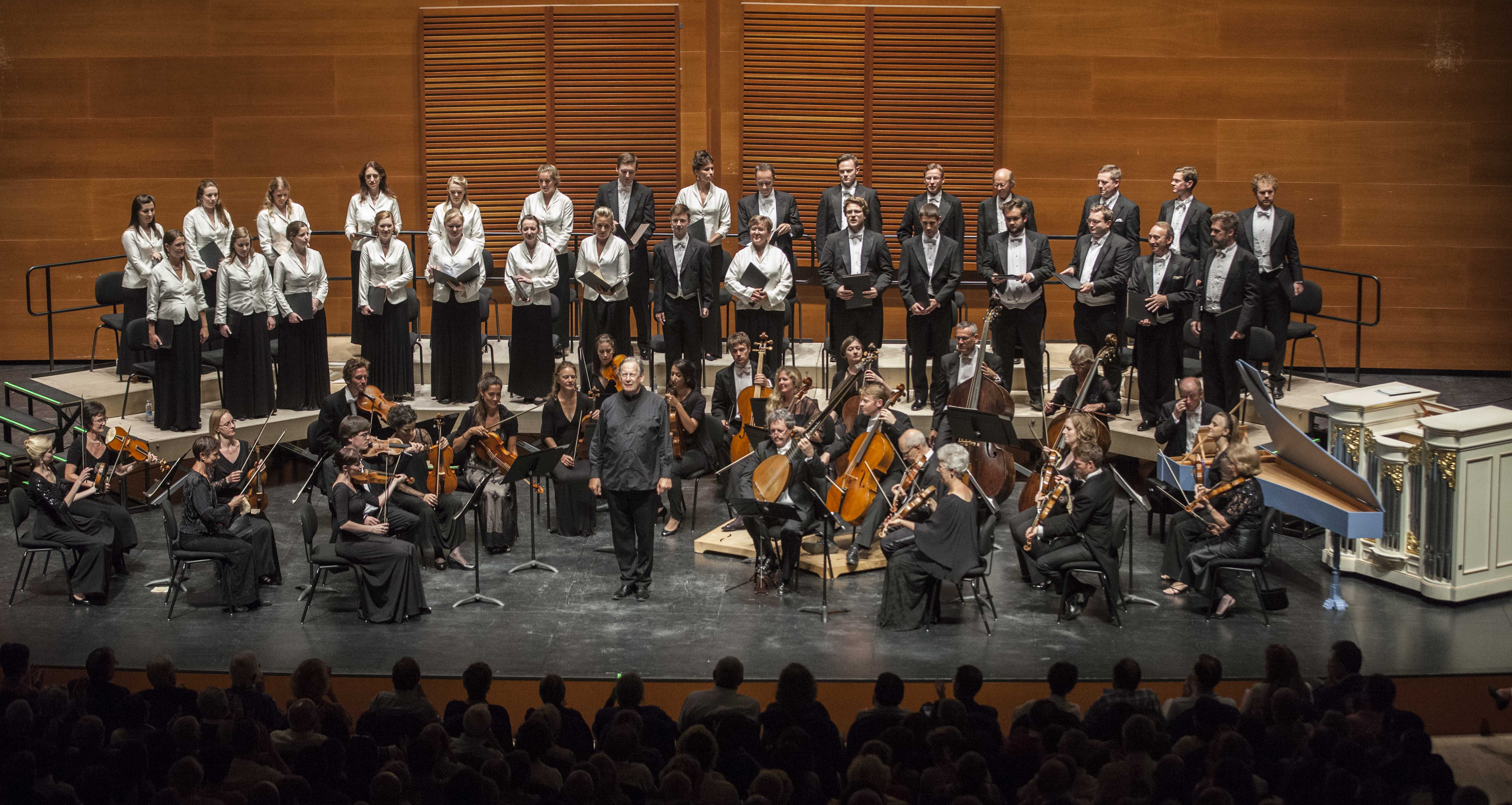
Die English Baroque Soloists (2014)

Die English Baroque Soloists (kurz EBS) sind ein 1978 gegründetes englisches Kammerorchester, das sich auf die authentische Wiedergabe im Sinne der historischen Aufführungspraxis spezialisiert hat. Schirmherr der English Baroque Soloists ist König Charles III.

## Geschichte
Das Ensemble wurde 1978 vom Dirigenten Sir John Eliot Gardiner gegründet. Zum Repertoire gehört die Musik des musikalischen Barock und der Klassik. Von Anfang an wirkte das Ensemble zusammen mit dem 1968 ebenfalls von Gardiner ins Leben gerufenen Monteverdi Choir und spielte zahlreiche Aufnahmen ein.
Das Ensemble absolvierte zahlreiche Tourneen durch Europa, Nord- und Südamerika, Asien und Australien, auch gemeinsam mit dem Monteverdi Chor, mit Auftritten zum Beispiel bei den BBC Proms in der Royal Albert Hall, in der Berliner Philharmonie, im Wiener Musikverein und im Wiener Konzerthaus, im Concertgebouw Amsterdam, in der Carnegie Hall und im Lincoln Center in New York, am Mailänder Teatro alla Scala und am Sydney Opera House, im Markusdom in Venedig, sowie bei internationalen Festivals wie dem Lucerne Festival, den Salzburger Festspielen und den Berliner Festspielen, beim Rheingau Musik Festival, beim Schleswig-Holstein Musik Festival, beim Internationalen Festival von Santander, beim Bologna Festival und vielen anderen.
Anlässlich der Krönung von König Charles III. in der Westminster Abbey im Mai 2023 konzertierte das Ensemble dort gemeinsam mit dem Monteverdi Chor unter der Leitung von John Eliot Gardiner vor Beginn des Krönungsgottesdienstes auf persönliche Einladung des Königs.

## Diskografie (Auswahl)
- Johann Sebastian Bach: Brandenburgische Konzerte (Harmonia Mundi; 2009)
- Christoph Willibald Gluck: Orfeo ed Euridice (Philips Classics; 1993)
- Georg Friedrich Händel: Messias (Philips Classics; 1982)
- Georg Friedrich Händel: Dixit Dominus (Philips Classics; 2001)
- Joseph Haydn: Die Jahreszeiten, Hob. XXI:3 (Archiv Produktion; 1992)
- Joseph Haydn: Die Schöpfung, Hob. XXI:2 (Archiv Produktion; 1996)
- Wolfgang Amadeus Mozart: Requiem, KV 626 und Kyrie in D-Moll, KV 341 (Philips Classics; 1986)
- W. A. Mozart: Messe in C-Moll, "Große" Messe, KV. 427 (Philips Classics; 1986)
- W. A. Mozart: Idomeneo (Archiv Produktion; 1991)
- W. A. Mozart: La clemenza di Tito (Archiv Produktion; 1991)
- W. A. Mozart: Die Entführung aus dem Serail (Archiv Produktion; 1992)
- W. A. Mozart: Così fan tutte (Archiv Produktion; 1993)
- W. A. Mozart: Le nozze di Figaro (Archiv Produktion; 1994)
- W. A. Mozart: Don Giovanni (Archiv Produktion; 1995)
- W. A. Mozart: Die Zauberflöte (Archiv Produktion; 1996)
- Antonio Vivaldi: Gloria in D major, RV 589 (Philips Classics; 2001)